# La Casanova de la Roureda
La Casanova de la Roureda és una masia de Calldetenes (Osona) inclosa a l'Inventari del Patrimoni Arquitectònic de Catalunya.

## Descripció
Masia de planta rectangular coberta a dues vessants amb el carener paral·lel a la façana orientada a migdia. Es distingeixen tres etapes constructives, la primitiva és de forma rectangular (10 x 4mts), una altra de més recent que segueix la forma de la primera (10 x 3mts), adossada a la part N i un petit cos d'una sola planta, cobert a una vessant i adossat al mur de llevant. La façana presenta un portal rectangular amb la llinda datada, diverses finestres, una de les quals, al primer pis, conserva una antiga espiera; la majoria tenen petits ampits motllurats. A llevant hi ha finestres de maó que són de construcció recent així com a la part de tramuntana, a la banda de ponent s'hi obre una finestra de pedra.
Cabana: Edifici agrícola de planta rectangular coberta a dues vessants amb el carener paral·lel a la façana, la qual està situada a ponent. En aquesta part hi ha l'única obertura de l'edificació que és un portal d'arc rebaixat i construït amb maó.
A la resta del mur hi ha petites espieres. Interiorment hi ha una part que es divideix en dos pisos. Està construïda amb maçoneria i amb alguns afegitons de maó.

## Història
Masia que pertany a l'antic patrimoni de la Calveria del mateix terme municipal. Les notícies històriques que tenim daten del segle xviii segons una data constructiva de la masia i d'altra banda la trobem registrada en el Nomenclàtor de la província de Barcelona de l'any 1860 i consta com a "Masia casa de labor". L'any 1922 es va ampliar i en aquell moment es va construir la cabana.
Cabana: la seva història va unida a la de la masia.